# Masia Cameta
La Masia Cameta, o Bosc d'en Cameta, és un mas al municipi de Valls (Alt Camp) inclòs en l'Inventari del Patrimoni Arquitectònic de Catalunya. Forma part del conjunt de les Masies dels Boscos.

## Arquitectura
Edifici aïllat de planta baixa, pis, golfes i terrat, és de pedra i maó arrebossat i pintat de color siena.
La façana principal està orientada cap al sud. L'estructura original era simètrica, però va ser alterada posteriorment. La porta d'accés, centrada, és d'arc rebaixat i s'hi accedeix per una escala de 8 graons i un ample vestíbul.
Al primer pis hi ha un balcó central amb barana de balustres i dues obertures amb balustres que simulen balcons. Aquest pis es corona amb una petita cornisa que connecta compositivament amb la part superior dels pisos laterals.
Les golfes presenten 3 finestres d'arc rebaixat i l'acabament de l'edifici és amb cornisa i balustrada adornada amb testos. Les galeries dels cossos laterals són d'arcs de mig punt, 3 a cada banda de la façana, i 9 a la banda esquerra (a la dreta hi ha actualment un terrat).

## Història
L'edifici és part del conjunt residencial del Bosc de Valls, format per extenses finques on es començà a edificar bàsicament a partir del 1840, un cop acabada la Primera Guerra Carlina.
Durant la Guerra Civil (1936-1939), una bomba va destrossar la banda dreta de l'edifici, la qual es construí de nou sense respectar l'estructura anterior, que responia a les característiques de les masies de galeria correguda típiques de la comarca de l'Alt Camp. En l'actualitat manté la seva funció d'habitatge.